# Прапор Локачів
Пра́пор Ло́качів затверджений 25 квітня 2000 року сесією Локачинської селищної ради.

## Опис
Квадратне полотнище, розділене на 4 рівновеликі квадратні поля — верхнє від древка та нижнє з вільного краю червоні, два інші — зелені, у центрі верхнього від древка поля — білий лапчастий хрест (символ Волинського краю).